# Luca Sbisa
Luca Sbisa (Ozieri, 30 gennaio 1990) è un ex hockeista su ghiaccio italiano naturalizzato svizzero, di ruolo difensore.

## Biografia
Sbisa nacque a Ozieri, cittadina sarda nella Provincia di Sassari, tuttavia la famiglia si trasferì in Svizzera, a Oberägeri, nel canton Zugo, quando egli era un bambino. Sbisa sa parlare ben quattro lingue: inglese, tedesco e francese, oltre all'italiano.

## Carriera

### Club
Iniziò la propria carriera nelle giovanili dell'EV Zug, dopo che già da bambino aveva iniziato ad appassionarsi all'hockey su ghiaccio dopo aver visto un incontro della squadra di Zugo. Nella stagione 2006-07 fece il proprio esordio nella squadra giovanile, mentre a fine stagione gli fu data la chance di debuttare anche con la prima squadra in Lega Nazionale A. Per affinare le sue capacità fu mandato a giocare inoltre in Prima Lega nell'EHC Seewen.
Nell'estate del 2007 fu selezionato da parte della Canadian Hockey League e scelto dai Lethbridge Hurricanes, squadra della Western Hockey League (WHL). Sbisa fu scelto al 19º posto dai Philadelphia Flyers nel NHL Entry Draft 2008. Il 1º ottobre 2008 Sbisa firmò un contratto di tre anni con i Flyers.
Si unì ai Flyers all'inizio della stagione 2008–09, disputando 39 partite prima di tornare agli Hurricanes per completare il campionato. Fu richiamato sempre dai Flyers in occasione di Gara-2 nei quarti di finale della Eastern Conference nei playoff della Stanley Cup per sostituire un compagno di squadra squalificato.
Nel NHL Entry Draft 2009, il 26 giugno, Sbisa fu ceduto insieme a Joffrey Lupul e alle scelte al primo giro di Philadelphia del 2009 e del 2010 agli Anaheim Ducks in cambio di Chris Pronger e Ryan Dingle.
Nella prima stagione con la squadra californiana disputò solo otto incontri, e fu ceduto in prestito di nuovo ai Lethbridge Hurricanes e ai Portland Winter Hawks in Western Hockey League. Nella stagione 2010–11 a metà ottobre i Ducks mandarono Sbisa in AHL presso i Syracuse Crunch, salvo poi richiamarlo il mese dopo.
Da novembre in poi Sbisa iniziò ad inanellare ottime prestazioni, così come l'altro svizzero Jonas Hiller, divenendo uno dei titolari difensivi. Il 1º marzo 2011 arrivo contro i Phoenix Coyotes il suo primo gol nel massimo campionato nordamericano. Una settimana dopo Sbisa firmò un prolungamento del contratto con i Ducks di quattro stagioni dal valore di 2,175 milioni di dollari all'anno.
Durante il lockout della NHL Sbisa fece ritorno in Svizzera vestendo la maglia dell'HC Lugano, collezionando 12 punti in 30 partite, e partecipando inoltre alla Coppa Spengler con l'Adler Mannheim.
Al termine del lockout è tornato ai Ducks, con cui è rimasto fino al termine della stagione 2013-2014. Ha poi vestito le maglie di Vancouver Canucks (2014-2017), Vegas Golden Knights (2017-2018), New York Islanders (2018-2019), Winnipeg Jets (2019-gennaio 2021) e Nashville Predators (ultima parte della stagione 2020-2021).
Rimasto senza squadra, nel successivo mese di settembre è tornato ai Ducks, ma con un ruolo dirigenziale nel settore dello sviluppo.

### Nazionale
Sbisa ha disputato due Campionati mondiali U-20 nel 2008 e nel 2010, mentre il suo debutto con la nazionale maggiore è avvenuto nello stesso anno in occasione del torneo olimpico di hockey su ghiaccio ai XXI Giochi olimpici invernali di Vancouver, collezionando cinque presenze. Nel 2011 viene convocato per il Campionato mondiale di hockey su ghiaccio in Slovacchia, così come nell'edizione del 2012.
Ha vestito la maglia della selezione Europea alla World Cup of Hockey 2016.